# Kdo postřelil pana Burnse?
Kdo postřelil pana Burnse? (v anglickém originále Who Shot Mr. Burns?) je dvojdíl (25. díl 6. řady a 1. díl 7. řady, celkem 128. a 129.) amerického animovaného seriálu Simpsonovi. Scénář napsali Bill Oakley a Josh Weinstein a díl režírovali Jeffrey Lynch a Wes Archer. V USA měla první část premiéru dne 21. března 1995 a druhá část premiéru dne 17. září 1995 na stanici Fox Broadcasting Company. V Česku byla první část poprvé vysílána 15. dubna 1997 a druhá část 22. dubna 1997 na stanici ČT1.
Dvojdíl se skládá ze 2 částí:
- Kdo postřelil pana Burnse? 1/2 (v anglickém originále Who Shot Mr. Burns? (Part One))[6][7]
- Kdo postřelil pana Burnse? 2/2 (v anglickém originále Who Shot Mr. Burns? (Part Two)).[8][9]

## Děj

### První část
Při pohřbívání zemřelého pískomila ze 4. třídy objeví školník Willie pod Springfieldskou základní školou ropu. Ředitel Skinner a inspektor Chalmers přijímají od žáků a zaměstnanců návrhy, jak naložit s nově nabytým bohatstvím, včetně Lízina návrhu zaměstnat Tita Puenteho jako učitele hudby. Pan Burns se převlékne za Jimba Jonese a neúspěšně se snaží Skinnera přimět, aby mu prodal práva na vrty, a zajistil si tak energetický monopol nad Springfieldem. 
Ve Springfieldské jaderné elektrárně je Homer rozčilen, že si Burns nikdy nemůže vzpomenout na jeho jméno. Na Margin návrh pošle Burnsovi bonboniéru s rodinnou fotografií pod bonbony. Burns a Smithers však nemají zájem o jeden bonbon, který zrovna zakrývá Homerův obličej, a krabici vyhodí. Výsledkem je, že Burns napíše „děkovné“ přání pouze Marge, Bartovi, Líze a Maggie, čímž Homera ještě více rozzlobí. 
Mezitím Burns zosnuje plán, jak se zmocnit ropy, se kterým Smithers nesouhlasí. Burns založí vrt, a ropu tak získá. Burnsova vrtná operace způsobí mnoha obyvatelům Springfieldu potíže: Willie a Puente jsou propuštěni, Vočkova hospoda je zavřena kvůli škodlivým výparům z vrtů, což rozzuří Vočka a Barneyho, vrty zničí Springfieldský domov důchodců, což donutí dědečka, aby se přestěhoval k Simpsonovým, a Bartův domek na stromě je zničen výbuchem ropy z plošiny, který zraní i Spasitele. 
Burns odhalí Smithersovi svůj nejvelkolepější plán: stavbu obřího disku, který bude trvale blokovat slunce ve Springfieldu a donutí obyvatele neustále využívat elektřinu z jeho elektrárny. Když Smithers řekne, že zašel příliš daleko, Burns ho vyhodí. Homer, dohnaný k šílenství tím, že Burns nezná jeho jméno, se vplíží do jeho kanceláře a na zeď nastříká nápis „Já jsem Homer Simpson“. Burns ho při tom přistihne, ale stále si ho nepamatuje. Ve vzteku ho Homer napadne a je odveden ochrankou. Všichni občané, kterých se Burnsovy plány dotkly, včetně Homera a Smitherse, přísahají pomstu. 
Posléze se koná městská schůze, na níž se Burnsovy činy projednávají. Přichází Burns ozbrojený pistolí po střetu s Homerem a aktivuje zařízení blokující slunce. Posléze vejde do uličky a zničehonic se ozve výstřel. V tom se objeví zraněný Burns, klopýtne, zhroutí se na městské sluneční hodiny a upadne do bezvědomí. Obyvatelé města ho najdou a Marge všem řekne, že když v poslední době rozzlobil tolik lidí, mohl být střelcem kdokoli. Náčelník Wiggum souhlasí, že zahájí vyšetřování, aby našel viníka.

### Druhá část
Když je Burns hospitalizován, springfieldská policie pátrá po útočníkovi. Smithers si matně vzpomíná, že v noci předtím v opileckém vzteku někoho postřelil. S pocitem viny se vydá do místního kostela a je okamžitě zatčen, když se ukáže, že informace ze zpovědnice získává policie. Když Smithers cestou na policejní stanici míjí média, pronese vtipnou poznámku, kterou Mel pozná z epizody fiktivního pořadu Comedy Centralu Pardon My Zinger, která se vysílala ve stejnou dobu, jako byl Burns postřelen. Mel si uvědomí, že ho Smithers musel sledovat také, což mu poskytuje alibi. Mel a Krusty se vydají na policejní stanici, když se Smithersovi vyjasní paměť. Ukáže se, že ve skutečnosti střelil Jaspera do dřevěné nohy. Mezitím obyvatelé města strhnou sluneční clonu, která k jejich radosti rozdrtí Shelbyville. 
Když je jeden z hlavních podezřelých očištěn, policie s pomocí Lízy škrtá ze seznamu další a další potencionální pachatele, včetně Puenteho, Skinnera, Willieho a Vočka. Po surrealistickém snu, do něhož je zapletena Líza, najde Wiggum na obleku pana Burnse řasu, která odpovídá DNA Simpsonových. Ve stejnou dobu se Burns probouzí z kómatu a vykřikuje: „Homer Simpson!“. Policie si uvědomí, že Homer postřelil Burnse jako pomstu za to, že si nepamatuje jeho jméno. Provedou razii v domě Simpsonových a pod sedadlem jejich auta najdou zbraň pokrytou Homerovými otisky prstů a nabitou náboji shodnými s těmi, které byly vystřeleny do pana Burnse, což vede k tomu, že je Homer zatčen za pokus o vraždu. Cestou do vězení se vůz převrátí u výdejového okénka Krusty Burgeru a Homer uteče. 
V nemocnici se ukáže, že „Homer Simpson“ je jediné, co Burns dokáže říct, což naznačuje, že jeho „obvinění“ možná ve skutečnosti nebylo obviněním. Líza se vrací na místo činu, aby ho vyšetřila, a zjistí totožnost Burnsova skutečného útočníka. Ve stejnou dobu přijíždí do nemocnice Homer, aby konfrontoval svého šéfa. Poté, co policejní zpravodaj ohlásí Homerovu polohu, se do nemocnice sjíždí policie, Líza a mnoho dalších obyvatel Springfieldu. Po vstupu do Burnsova pokoje všichni najdou rozzuřeného Homera, který Burnsem energicky třese. To vrátí schopnost normálně mluvit Burnsovi, který potvrdí, že ho Homer nepostřelil. Poté odhalí skutečného útočníka: Maggie. 
Po odchodu z městské schůze Burns narazil na Maggie, která v autě Simpsonových jedla lízátko. Rozhodl se, že se pokusí dítěti ukrást sladkosti, ale Maggie se mu bránila. Když jí Burns lízátko vytrhl, vyklouzla mu z pouzdra zbraň, která se dostala do Maggiiných rukou, a vystřelila po něm. Zbraň spadla pod sedadlo auta a Homer na ní nevědomky zanechal otisky prstů, když se natahoval pod sedadlo pro kornout zmrzliny, který mu upadl. Burns požaduje, aby byla Maggie zatčena, ale Wiggum ho odmítne s tím, že žádná porota by neodsoudila dítě za zločin, leda snad v Texasu. Marge také dodává, že střelba musela být nehoda, vzhledem k tomu, že Maggie je kojenec. V posledním záběru je Maggie zobrazena s vytřeštěnýma očima, jak cucá dudlík, což naznačuje, že Burnse postřelila úmyslně.

## Produkce
S nápadem na tento díl přišel Matt Groening, který chtěl natočit epizodu, v níž by byl pan Burns postřelen, což by se dalo využít jako reklamní trik. Scenáristé se rozhodli napsat epizodu ve dvou částech se záhadou, která by se dala využít v soutěži. Bylo pro ně důležité navrhnout záhadu, jež by měla stopy, využívala technologii pozastavování záběrů a byla postavena kolem jedné postavy, která se zdála být zřejmým pachatelem. Při rozhodování, kdo bude pachatelem, Oakley a Weinstein navrhli Barneyho Gumbla, protože to byla postava, která by mohla jít do vězení, a mohlo by to změnit dynamiku seriálu. Mirkin navrhl Maggie, protože mu připadala vtipnější, a chtěl, aby pachatelem byl člen rodiny Simpsonových. Bart Simpson má v druhém díle menší roli, přestože tato epizoda má méně komediální a více dramatické prvky. 
Producenti se snažili udržet závěr epizody v tajnosti. V době výroby byl David Silverman jediným animátorem, který věděl, kdo je pachatelem. Wes Archer, režisér epizody, o řešení zpočátku nevěděl a epizodu režíroval až do závěru. Když nastal čas animovat závěr dílu, Silverman a Archer čekali s prací na něm až do konce léta 1995. Uvědomili si, že potřebují pomoc s rozvržením, a začali dávat různým animátorům malé části, na kterých měli pracovat, aniž by jim řekli, kdo je viníkem. Před třetím aktem skončilo i společné čtení dílu. Scenáristé chtěli, aby stopy, které byly animovány, byly správné, a tak došlo k mnoha předělávkám animace. Oakley a Weinstein si zpočátku nebyli jisti, zda má být viníkem Maggie, a tak bylo rozhodnuto, že epizoda skončí tak, že Maggie posune oči a bude to vypadat, že to nebyla úplná nehoda.
V epizodě se objevuje Tito Puente a jeho latinsko-jazzová kapela a zpívá píseň „Señor Burns“. Oakley a Weinstein Puenteho neznali a do epizody ho napsali, protože Groening je jeho fanouškem. Domnívali se, že píseň zazpívá on, ale později zjistili, že Puente je bubeník, nikoliv zpěvák. Text písně nazpíval jeden z členů Puenteho kapely. Jeho kapela také zahraje svou verzi znělky Simpsonových při závěrečných titulcích.

### Skrytá vodítka
Pro diváky, kteří chtěli záhadu rozluštit, byla v prvním díle připravena řada nenápadných vodítek.
- Téměř všechny hodiny jsou nastaveny na třetí nebo devátou hodinu. Smyslem hodin bylo naučit diváka dívat se na sluneční hodiny na konci vzhůru nohama.[10]
- Pan Burns se dívá z balkonu a mluví o krádeži cukroví dítěti.[11]
- Krabice čokolády, kterou Homer posílá Burnsovi, je obložena fotografií rodiny Simpsonových, a když se Burns a Smithers cpou sladkostmi, Maggie je první z rodiny Simpsonových, koho diváci vidí.[17]
- Když se pan Burns zhroutí na sluneční hodiny, ukazuje na W a S, ačkoli z jeho pohledu vypadá W jako M.[10]
- Mnoho podezřelých má ve svých iniciálách písmena S a W nebo M a záměrem bylo, aby se podle písmen dalo vyloučit několik „zjevných“ podezřelých. Několik postav již mělo jména s těmito iniciálami, ale některá byla vymyšlena speciálně pro tuto epizodu.[10]
  - Na diplomu v kanceláři ředitele Skinnera je odhaleno jeho celé jméno W. Seymour Skinner.[10]
  - Smithersovo celé jméno je Waylon Smithers.
  - Pan Burns nazývá Spasitele „Simpson Mutt“.[10]
  - Vočkova licence na alkohol prozrazuje, že jeho celé jméno je Moe Szyslak.[10]
  - Melvina Van Horna všichni znají pod jeho uměleckým jménem Sideshow Mel.
  - Dědečkova zbraň je Smith & Wesson.[18]

- Těsně před vstupem do kanceláře pana Burnse, aby nastříkal jeho jméno, projde Homer před nápisem „ONLY IN“ na chodníku (z pohledu diváka vzhůru nohama) a velmi krátce zablokuje všechna písmena kromě „NO“ a malé šipky, která na něj ukazuje.[19]
- Televize v hospodě U Vočka ukazuje, že pořad Pardon My Zinger se vysílá ve všední dny v 15.00 na Comedy Centralu.[10] Později je odhaleno, že Burns je postřelen v 15.00. Smithers na schůzce prozradí, že pořad nikdy nevynechá, a poté je viděn, jak míří opačným směrem, než míří Burns.[10]
- Během scény na radnici je vidět několik občanů, jak hladí zbraně: Smithers a neznámá žena mají revolvery, Vočko brokovnici, Skinner poloautomatickou pistoli s nasazeným tlumičem a Barney derringer. Haďák přichází s revolverem.[10]
- Během scény na radnici se také pan Burns samolibě ptá měšťanů: „Kdo z vás má odvahu mě zastavit?“, načež následuje panoramatický záběr na měšťany, kteří se na pana Burnse dívají, než se každý z nich neochotně odvrátí. Během tohoto záběru byla Maggie v dolní části obrazovky v náručí Marge jediná, kdo pokračoval v zírání.
- Když se pan Burns zhroutí na sluneční hodiny, je vidět, že pouzdro pod jeho paží je prázdné. To bylo do záběru vloženo jako záměrná stopa, která měla ukázat, že byl postřelen svou vlastní zbraní.[10]

### Alternativní konce
Vzhledem k velkému zájmu o závěr této epizody napsal David Mirkin několik „příšerných konců“ a jen s Harrym Shearerem natočil několik alternativních konců. Jeho původním záměrem bylo oklamat produkční štáb a také vypustit konce do různých médií, ale k jeho překvapení se mu to nepodařilo. Několik konců bylo animovaných, které ukazovaly různé postavy střílející pana Burnse. Několik alternativních konců bylo odvysíláno během klipové Slavnostní epizody. V různých klipech se jako střelci objevili Barney, Tito, Vočko, Apu, a dokonce i Spasitel. Odvysílán byl také závěr, v němž Smithers postřelil Burnse a vysvětlil, že tak učinil u Burnsovy postele po Homerově divoké honičce, a padl na W a S na kompasu, Waylonovy iniciály; Burns se pak rozhodne dát Smithersovi pětiprocentní snížení platu za pokus o jeho zabití.

### Konspirační teorie
V průběhu let se objevily fanouškovské konspirační teorie, které tvrdí, že Maggie nepostřelila pana Burnse, jak bylo odhaleno na konci druhé části, a místo toho pana Burnse ve skutečnosti postřelily postavy jako Marge, Líza, dědeček, Bart a Homer. V dubnu 2020 se rozšířil virální příspěvek, který přirovnává postavu klauna v závěrečné scéně první části k tomu, jak vypadal Homer, když se převlékl za Krustyho v dílu Homer klaunem s tím, že nos a svěšené oči byly jiné, než jak Krusty vypadal v předchozí scéně setkání na radnici. Kromě toho měl Krusty v závěrečné scéně motýlka, zatímco ve scéně na radnici ho také neměl. Scenárista Bill Oakley na Twitteru uvedl, že se jedná o chybu animace. Kromě toho zveřejněné poznámky k animaci závěrečné scény uváděly, že se v ní neměl objevit Homer.

## Soutěž
V měsících následujících po odvysílání prvního dílu se mezi fanoušky seriálu vedla široká debata o tom, kdo pana Burnse postřelil. Společnost Fox nabídla soutěž spojenou s touto záhadou, do které se mohli zapojit volající, kteří vytočili číslo 1-800-COLLECT a následně hádali, kdo je pachatelem. Soutěž probíhala od 13. srpna do 10. září a byla jednou z prvních soutěží, které propojily prvky televize a internetu. Společnost Fox spustila novou webovou stránku Springfield.com věnovanou této záhadě, která měla během léta 1995 více než 500 000 návštěv. Vítěz měl být animován v jedné z epizod seriálu. Vzhledem k pravidlům soutěže musel být vítěz vybrán z náhodného vzorku příspěvků, ať už příspěvky obsahovaly správné odpovědi, nebo ne. Vzorek neobsahoval žádné správné odpovědi, a tak byl výherce (který měl špatnou odpověď) vybrán náhodně. Výherkyně, Fayla Gibsonová z Washingtonu, D.C., se však na pořad nedívala a místo animace se rozhodla přijmout peněžní výhru.
Na soutěž se odkazuje na konci prvního dílu, kdy doktor Dlaha říká: „No, tuhle záhadu bych asi nevyřešil. A co vy?“.
V komentáři na DVD Bill Oakley a Josh Weinstein poznamenali, že znají pouze jednoho člověka, který na základě několika indicií v epizodě správně uhodl, že střelcem je Maggie. Tato osoba napsala příspěvek na internetovém fóru a scenáristé jí chtěli dát speciální dárek, ale kvůli pravidlům soutěže ji Oakley a Weinstein nemohli kontaktovat, dokud soutěž neskončila. Do té doby se Oakleymu nepodařilo anonymního přispěvatele najít a v komentáři na DVD Oakley po dotyčném stále pátral, aby mu předal cenu.

## Springfield's Most Wanted
Springfield's Most Wanted byl televizní speciál, který uváděl John Walsh, moderátor pořadu America's Most Wanted. Speciál se vysílal 17. září 1995 před druhou částí dílu. Tento speciál, který byl parodií na Walshovu televizní sérii, měl lidem pomoci zjistit, kdo postřelil pana Burnse, a to tak, že vyložil možné stopy a identifikoval možné podezřelé. Obsahuje názory bývalého šéfa losangeleské policie Daryla Gatese a předpovědi Dennise Franze, Courtney Thorne-Smithové, Kevina Nealona, Chrise Elliotta a Andrewa Shuea. Ve speciálu se také objevil sázkař Jimmy Vaccaro z kasina a hotelu The Mirage v Las Vegas, který přijímal sázky na totožnost střelce; krátký pohled na tabuli kasina ukazuje Homera jako favorita s kurzem 2 : 1, zatímco Maggie byla favoritkou s kurzem 70 : 1. Speciál režíroval Bill Brown a scénář napsali Jack Parmeter a Bob Bain. 
Speciál byl kritizován za to, že to s propagací dílu přehnal. Několik kritiků uvedlo, že speciál pošpinil důvěryhodnost moderátora Johna Walshe a byl popsán jako trikový, nevkusný a „nehorázné plazení se po divácích“. Speciál dosáhl průměrné hodnoty ratingu Nielsenu 8,4 a v týdnu od 11. do 17. září 1995 skončil na 50. místě ve sledovanosti ve Spojených státech.

## Kulturní odkazy
Název a koncept těchto dvou epizod byl převzat ze seriálu Dallas. V dějové linii dílu Who shot J.R.? je ve finále řady postřelen J. R. Ewing. Totožnost útočníka byla odhalena až v následující řadě, takže diváci dlouhé měsíce přemýšleli, kdo z mnoha Ewingových nepřátel byl pachatelem.
Když pan Burns na začátku epizody mluví o svém balíčku, prohlásí, že „rozhodně“ musí dorazit do Pasadeny v Kalifornii následující den, což je odkaz na dřívější slogan společnosti FedEx. Píseň, kterou pan Burns zpívá sloupu veřejného osvětlení, je ozvěnou textu písně Simona & Garfunkela „The 59th Street Bridge Song (Feelin' Groovy)“. Hudba, kterou končí první díl (zatímco běží titulky), je parodií na skladbu Johna Williamse „Drummers' Salute“, jež je součástí hudebního doprovodu, který složil pro film Olivera Stonea JFK: Reloaded. Během scény v prvním díle, kdy je Vočkův bar zavřený, běží v televizi v pozadí epizoda Mystery Science Theater 3000 po propagaci fiktivního pořadu Pardon My Zinger v 15.00. Ve druhém díle se v televizi objevuje scéna, kdy je bar zavřený.
Úvod druhé části, v němž si Smithers uvědomí, že se mu o postřelení pana Burnse pouze zdálo, je odkazem na epizodu Blast from the Past z Dallasu, v níž byly události celé deváté řady vysvětleny jako pouhý sen jedné z postav. Samotný sen, v němž jsou Smithers a Burns detektivy v utajení na závodním okruhu Speedway v šedesátých letech, je parodií na film The Mod Squad. Výslech školníka Willieho, zejména jeho křížení a nekřížení nohou, je parodií na slavnou scénu výslechu Sharon Stoneové ve filmu Základní instinkt. Noční klub se jmenuje Chez Guevara, což je odkaz na komunistického revolucionáře Che Guevaru.
Homerův útěk z převráceného rýžového vozu je poctou filmu Uprchlík z roku 1993. Sen šéfa Wigguma, v němž Líza mluví pozpátku, je odkazem na Twin Peaks a interakci zvláštního agenta Dalea Coopera s Mužem z jiného místa. Při nahrávání Líziných replik nahrála Yeardley Smithová tuto část pozpátku; nahrávka byla následně obrácena, což je technika známá jako fonetické obrácení, stejná technika, která byla použita v seriálu Městečko Twin Peaks. Několik dalších částí z pasáže je přímým odkazem na sen, včetně pohybujícího se stínu na zácloně a Wiggumových vlasů, které po probuzení stojí rovně.
Je ukázán záběr na potlučeného a pohmožděného Homera Simpsona, na němž má na sobě tričko s volebním sloganem „Haig v '88“, což je odkaz na neúspěšnou kandidaturu Alexandera Haiga na prezidentskou nominaci Republikánské strany v roce 1988.

## Přijetí

### Kritika
V roce 2003 zveřejnil časopis Entertainment Weekly žebříček 25 nejlepších epizod Simpsonových a obě části dvojdílu Kdo postřelil pana Burnse? umístil na 25. místo s tím, že „dvoudílná komediální pocta dallaskému kousku Who shot J.R.? je možná nejvelkolepějším popovým momentem Simpsonových vůbec“. Deník The Daily Telegraph charakterizoval díl jako jednu z „10 nejlepších televizních epizod Simpsonových“. Server Entertainment.ie díl zařadil mezi 10 nejlepších simpsonovských epizod všech dob. Když se Simpsonovi začali v roce 2019 streamovat na Disney+, Oakley označil první část za jednu z nejlepších klasických simpsonovských epizod, které lze na této službě sledovat.
Autoři knihy I Can't Believe It's a Bigger and Better Updated Unofficial Simpsons Guide, Warren Martyn a Adrian Wood, díl označili za „vynikající zakončení řady – a co víc, je to skutečný whodunnit, žádné podvádění – všechny stopy tam jsou“. Jake Rossen z časopisu Wizard označil závěr za šestý nejlepší cliffhanger všech dob, ale vyjádřil zklamání z rozuzlení slovy: „Někdy je lepší vymyslet si vlastní konec, děti.“. V roce 2008 zařadil časopis Entertainment Weekly první díl do svého seznamu nejlepších televizních finále všech dob.
Píseň „Señor Burns“, kterou složil Alf Clausen a napsali Oakley a Weinstein, byla v roce 1996 nominována na cenu Primetime Emmy za vynikající individuální úspěch v oblasti hudby a textu. Tito Puente se umístil na 19. místě v seznamu 25 nejoblíbenějších hostujících hvězd Simpsonových, který sestavil server AOL.

### Sledovanost
První díl skončil na 51. místě s ratingem Nielsenu 8,7, což byl pátý nejlépe hodnocený pořad stanice Fox. Druhý díl měl průměrně 12,3 milionu domácností a dle Nielsenu rating 12,9. V týdnu od 11. do 17. září 1995 skončil ve Spojených státech na šestnáctém místě ve sledovanosti, ve svém vysílacím čase obsadil první příčku a byl nejlépe hodnoceným pořadem stanice Fox v tomto týdnu, což pomohlo stanici Fox k celkovému třetímu místu v tomto týdnu v době, kdy stanice Fox obvykle končila na čtvrtém místě.